# 932
Năm 932 là một năm trong lịch Julius.